# 長万部駅
長万部駅（おしゃまんべえき）は、北海道山越郡長万部町字長万部にある北海道旅客鉄道（JR北海道）の駅である。駅番号はH47。電報略号はマン。事務管理コードは▲140129。

## 概要
長万部町の代表駅で、函館本線を所属線とし、当駅を起点とする室蘭本線を加えた2路線が乗り入れている。また1987年（昭和62年）3月16日に廃止された瀬棚線は隣駅の国縫駅から当駅まで直通しており、実質的な起点であった。そのため、往年は長万部機関区（→長万部運転所）をはじめとした鉄道関係施設が設けられた一大拠点、いわゆる鉄道の町であり、現在も車両基地の一部であった側線が残存するほか、長万部駅で折り返す気動車への給油設備を有する。
北海道新幹線の新函館北斗駅 - 札幌駅間延伸時には途中停車駅となる。
さらに、延伸に併せて並行在来線となる函館本線函館駅 - 当駅間が経営分離・旅客営業廃止、山線区間である当駅 - 小樽駅間が廃線・バス転換となる見込みである。

### 運行系統について
路線名称上は倶知安・小樽・札幌方面及び森・函館方面が「函館本線」、東室蘭・苫小牧方面が「室蘭本線」となるが、当駅を挟んで函館本線の函館方面・室蘭本線（苫小牧方面）を経由するルートは、札幌と函館・本州方面を結ぶ特急・貨物列車が全て通過するなど広域輸送の大動脈の一部として一体のルートを成している。その一方、函館本線の小樽方面にそれらの列車の運行はなく、小樽方面は1日4本の普通列車のみが運行される事実上のローカル線区間となっており、JR北海道が制定している駅番号・区間カラーにおいても札幌駅 - （千歳線） - 沼ノ端駅 - （室蘭本線） - 長万部駅 - （函館本線） - 函館駅にかけてが一体の区間として「H」の記号・青が割り振られている一方で、札幌駅 - 小樽駅 - 長万部駅間の函館本線には別途「S」の記号・赤が割り振られている。
普通列車の運行系統は当駅を境に分かれており、いずれの方面においても当駅乗り入れの普通列車は全て当駅が始発・終着となる。なお、普通列車は本数が少ないことや特急列車主体のダイヤ編成をしていることもあり、当駅での普通列車同士の接続は最短でも1時間前後となる。

## 歴史

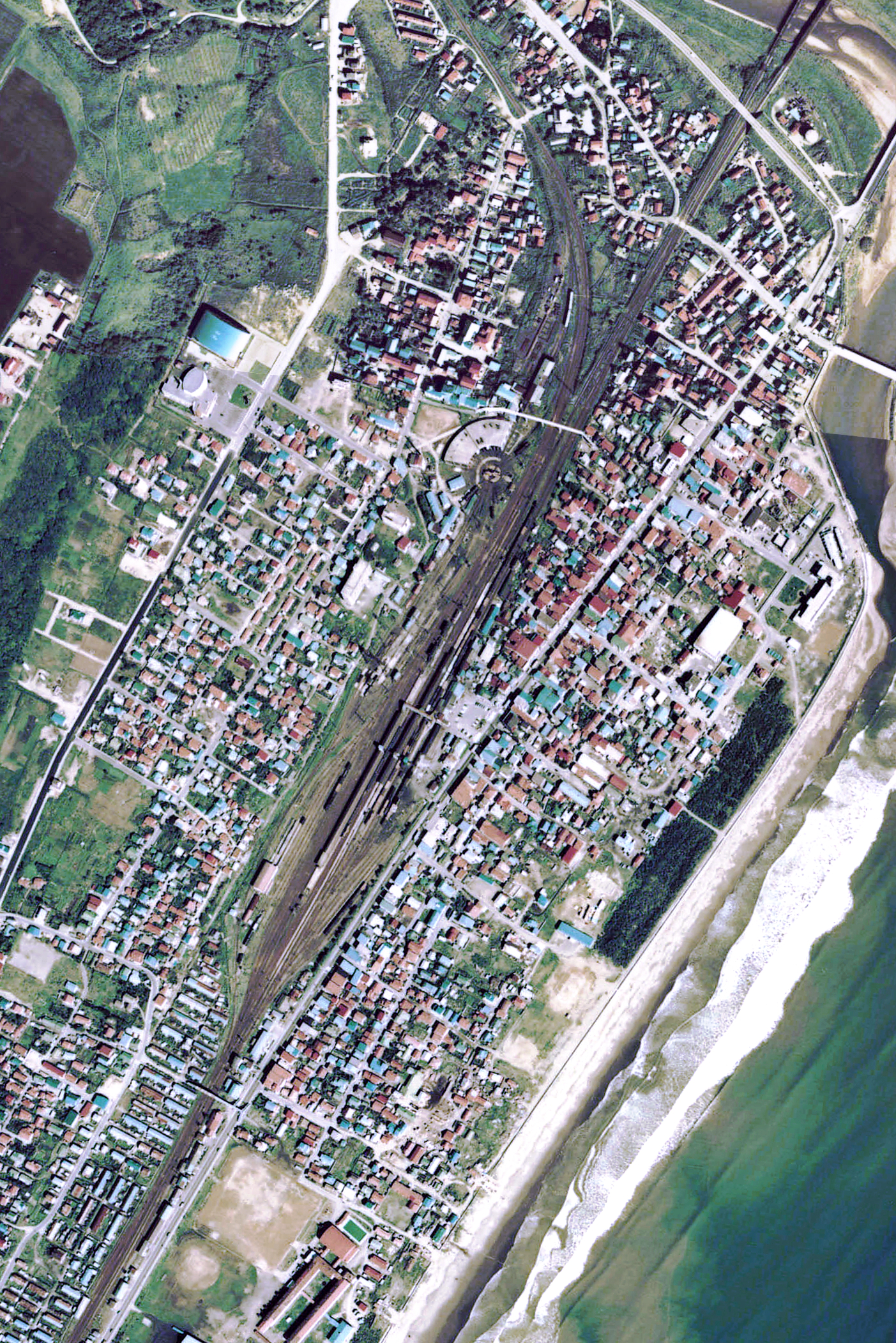
1976年の長万部駅と周囲約1 km×1.5 km範囲。左下が函館本線函館方面、右上が室蘭本線室蘭方面（通称海線）、左上が函館本線小樽方面（通称山線）。駅裏小樽寄りに扇形車庫と転車台、その周囲に放置されたSLらしき姿も見える。その南側には2つの給水タンク、さらにアッシュピットなど蒸気機関車全盛時代の姿がまだ色濃く残されている。

- 1903年（明治36年）11月3日：北海道鉄道 森駅 - 熱郛駅間の開通に伴い、同線の駅として開業[5]。一般駅[5]。
- 1907年（明治40年）7月1日：北海道鉄道の国有化に伴い、国有鉄道に移管[5]。
- 1909年（明治42年）10月12日：国有鉄道線路名称制定に伴い、函館本線の駅となる。
- 1912年（明治45年）
  - 2月1日：駅舎焼失[8]。
  - 時期不詳：駅舎改築。
- 1923年（大正12年）
  - 時期不詳：構内拡張工事[9]。従来10名ほどであった駅員が50余名に増えた。
  - 12月10日：国有鉄道長輪線 当駅 - 静狩駅間が開通[6]。
- 1925年（大正14年）8月20日：長輪線が長輪西線に改称。
- 1928年（昭和3年）9月10日：国有鉄道長輪西線の静狩駅 - 伊達紋別駅間開通に伴い、長輪東線と長輪西線が統合し、長輪線に改称。黒松内機関庫長万部分庫設置[10]。
- 1931年（昭和6年）4月1日：長輪線が室蘭本線に編入される。
- 1932年（昭和7年）6月15日：長万部機関分庫が長万部機関庫となる[10]。
- 1949年（昭和24年） 6月1日：日本国有鉄道法施行に伴い、日本国有鉄道（国鉄）が継承。
- 1954年（昭和29年）8月9日：昭和天皇、香淳皇后のお召し列車が停車。駅前奉迎が行われた[11]。
- 1965年（昭和40年）9月27日：函館本線の中ノ沢駅 - 当駅間が複線化[12]。
- 1969年（昭和44年）9月19日：室蘭本線の当駅 - 静狩駅間が複線化[13]。
- 1973年（昭和48年）：町中心部と長万部温泉街を結ぶ跨線人道橋が完成[14]。
- 1974年（昭和49年） 4月：みどりの窓口営業開始[15]。
- 1979年（昭和54年）3月20日：跨線橋改築[16]。
- 1984年（昭和59年）2月1日：貨物の取扱いを廃止[5][16]。
- 1985年（昭和60年）3月14日：荷物の取扱いを廃止[5][17]。五稜郭貨車区長万部支区と長万部機関区が統合し、長万部運転区設置[16]。
- 1987年（昭和62年）
  - 1月28日：駅舎改築[16]。
  - 4月1日：国鉄分割民営化に伴い、JR北海道の駅となる[5]。
- 1990年（平成2年）3月12日：長万部運転区が長万部運転所と改称[16]。
- 1993年（平成5年）3月18日：長万部運転所を函館運転所に統合[16]。
- 2000年（平成12年）4月13日：有珠山噴火による貨物代行輸送のための臨時貨物駅を駅横の町有地等を借り上げて新設、21日より供用開始。函館本線経由の5往復を除き五稜郭駅間までの鉄道輸送と札幌貨物ターミナル駅までのトラック代行輸送の中継地点として開設。6月の全線復旧後臨時貨物駅廃止。
- 2007年（平成19年）10月1日：駅ナンバリングを実施[報道 1]。
- 2013年（平成25年）11月1日：特急「北斗」・「スーパー北斗」全列車が停車するようになる[報道 2]。
- 2019年（平成31年）2月28日：特急「スーパー北斗｣での車内販売終了[報道 3]に伴い、当駅積込みであるかにめし[新聞 1]、特製もりそばの積込みを終了。
- 2022年（令和4年）4月1日：当駅近くに架かっていた人道橋（跨線橋）が廃止[14]。

## 駅構造

### 在来線
島式ホーム2面4線を有する地上駅。ホーム間の移動は跨線橋で行う。なおエレベーター等は設置しておらず、バリアフリー化はされていない。
社員配置駅。長万部ブロックの主管駅でもある。みどりの窓口・話せる券売機・旅行相談室設置。
普通列車は3・4番のりばから発着するが、朝の倶知安駅発の列車1本のみ2番のりばへ到着する。
管理駅として函館本線の国縫駅－熱郛駅と室蘭本線の静狩駅－大岸駅間（小幌駅を除く）を管理下においている。

### のりば
| 番線 | 路線      | 方向 | 行先             | 備考     |
| ---- | --------- | ---- | ---------------- | -------- |
| 1    | ■函館本線 | 上り | 森・函館方面     | 特急列車 |
| 2    | ■室蘭本線 | 下り | 東室蘭・札幌方面 | 特急列車 |
| 3・4 | ■函館本線 | 上り | 森・函館方面     | 普通列車 |
| 3・4 | ■函館本線 | 下り | 倶知安・小樽方面 | 普通列車 |
| 3・4 | ■室蘭本線 | 下り | 東室蘭・札幌方面 | 普通列車 |

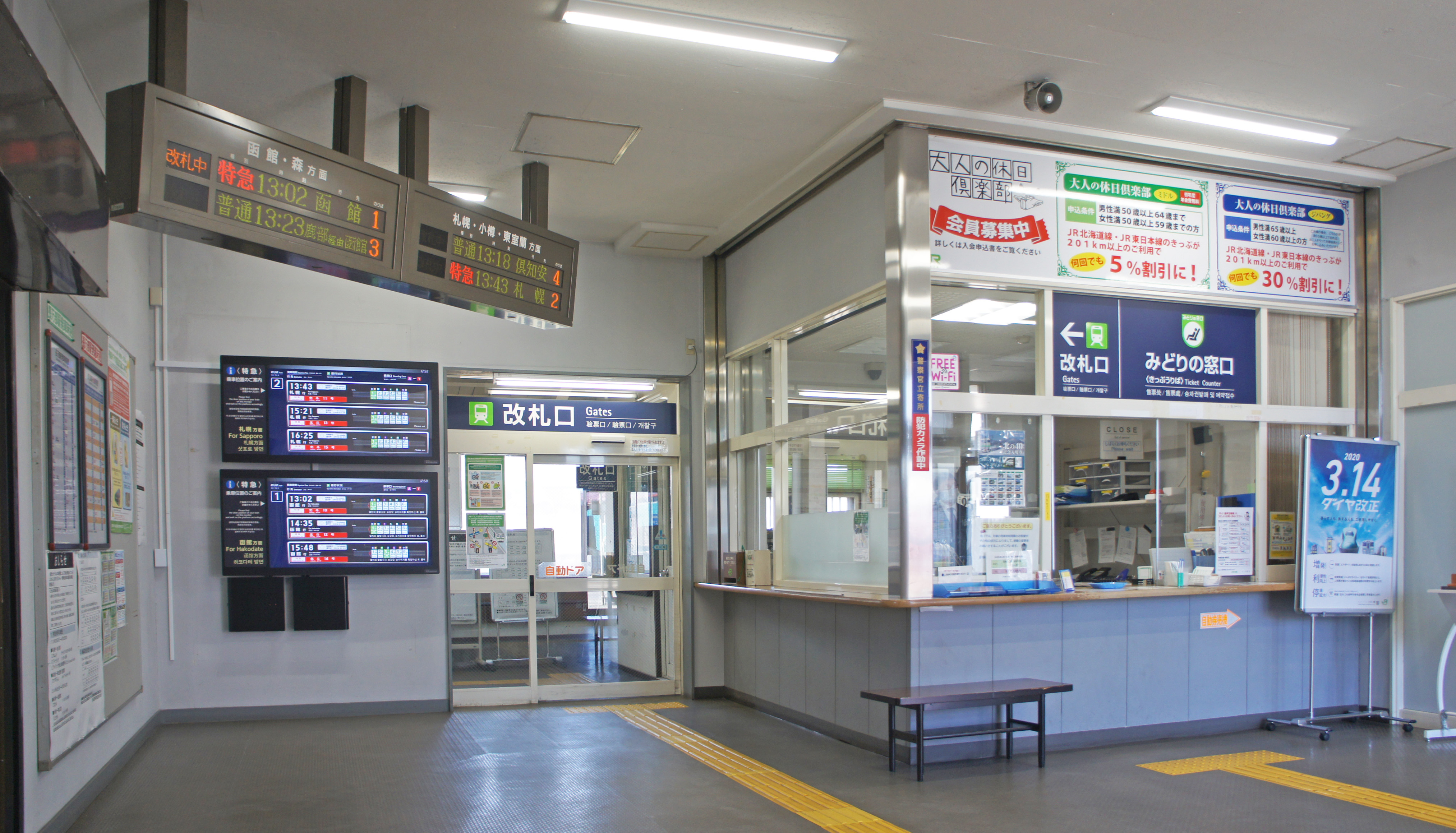
改札口（2020年3月）
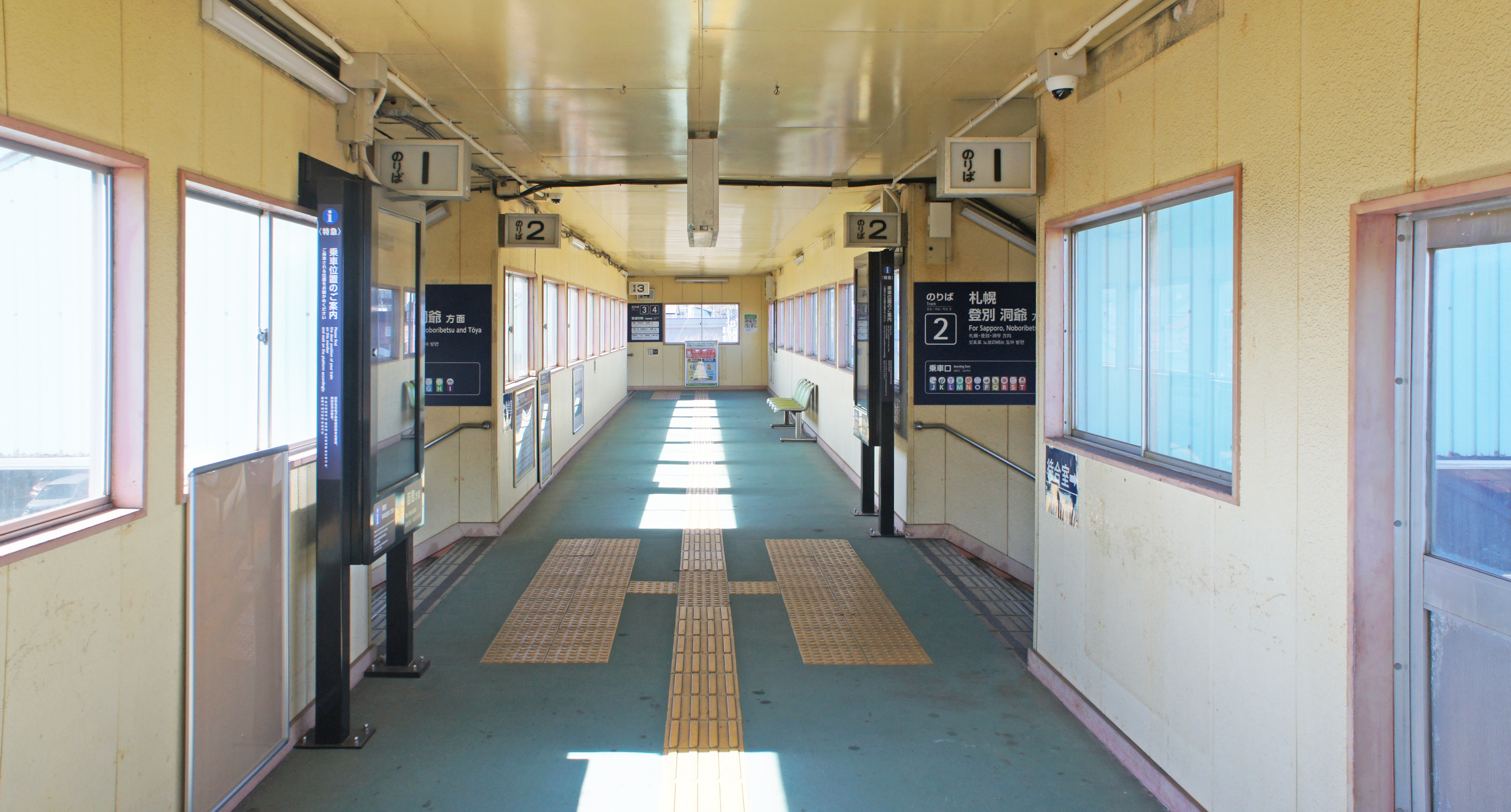
跨線橋（2020年3月）
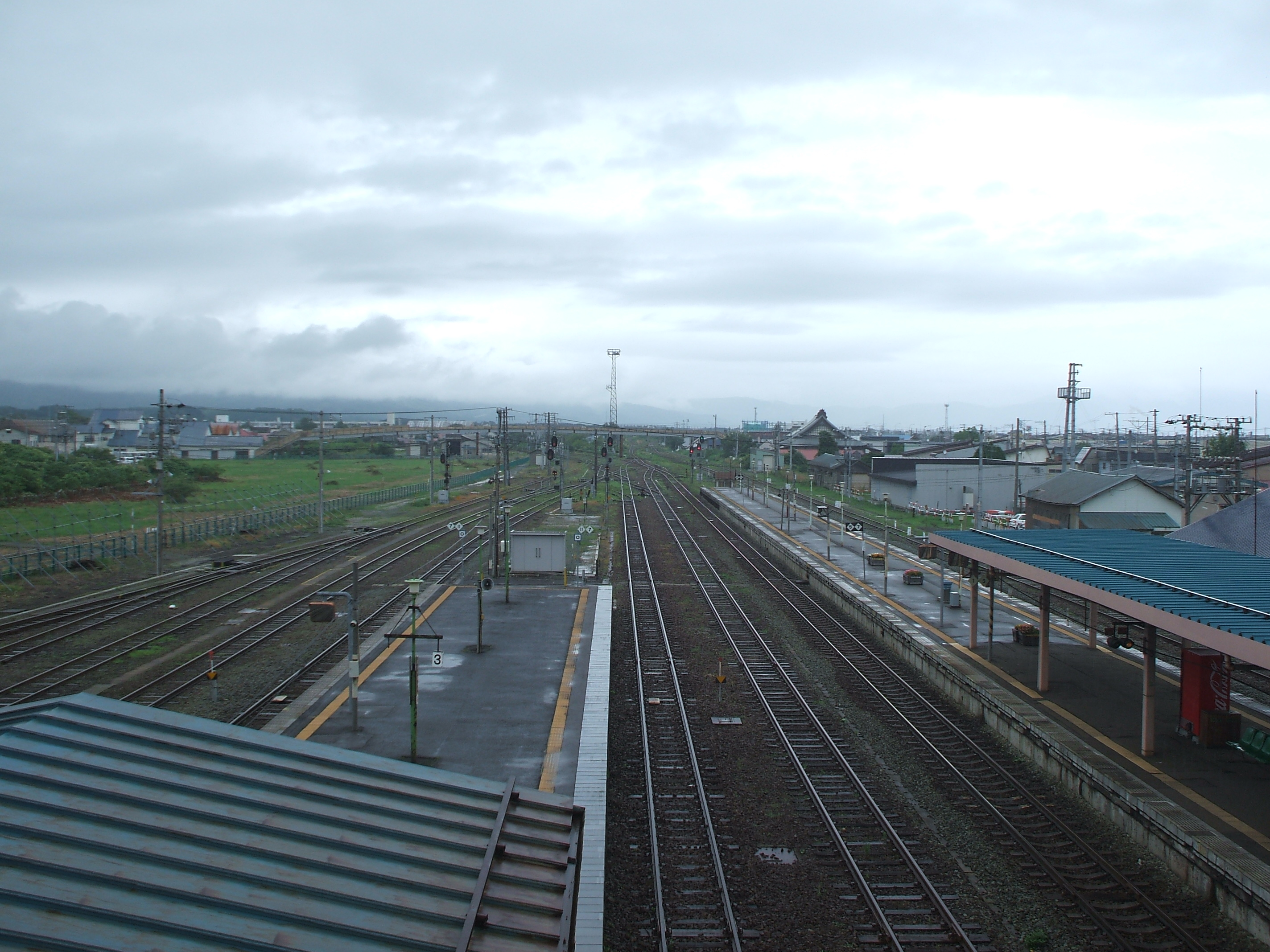
駅構内（画面奥が札幌方）。右から1番・2番・3番・4番ホーム。右手前画面外に駅舎がある。（2007年8月）
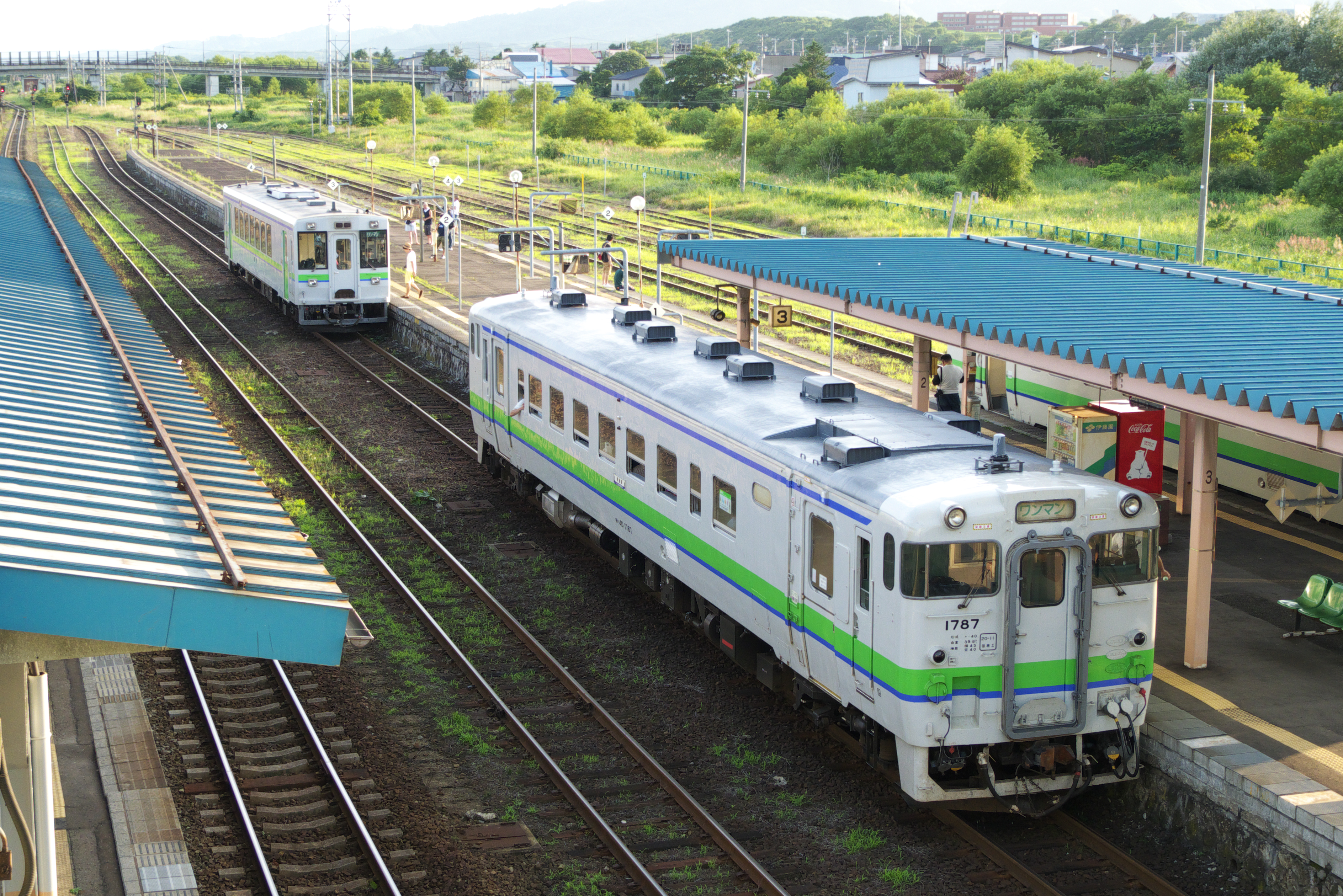
同一ホームに入線する函館本線と室蘭本線の列車（2013年8月）
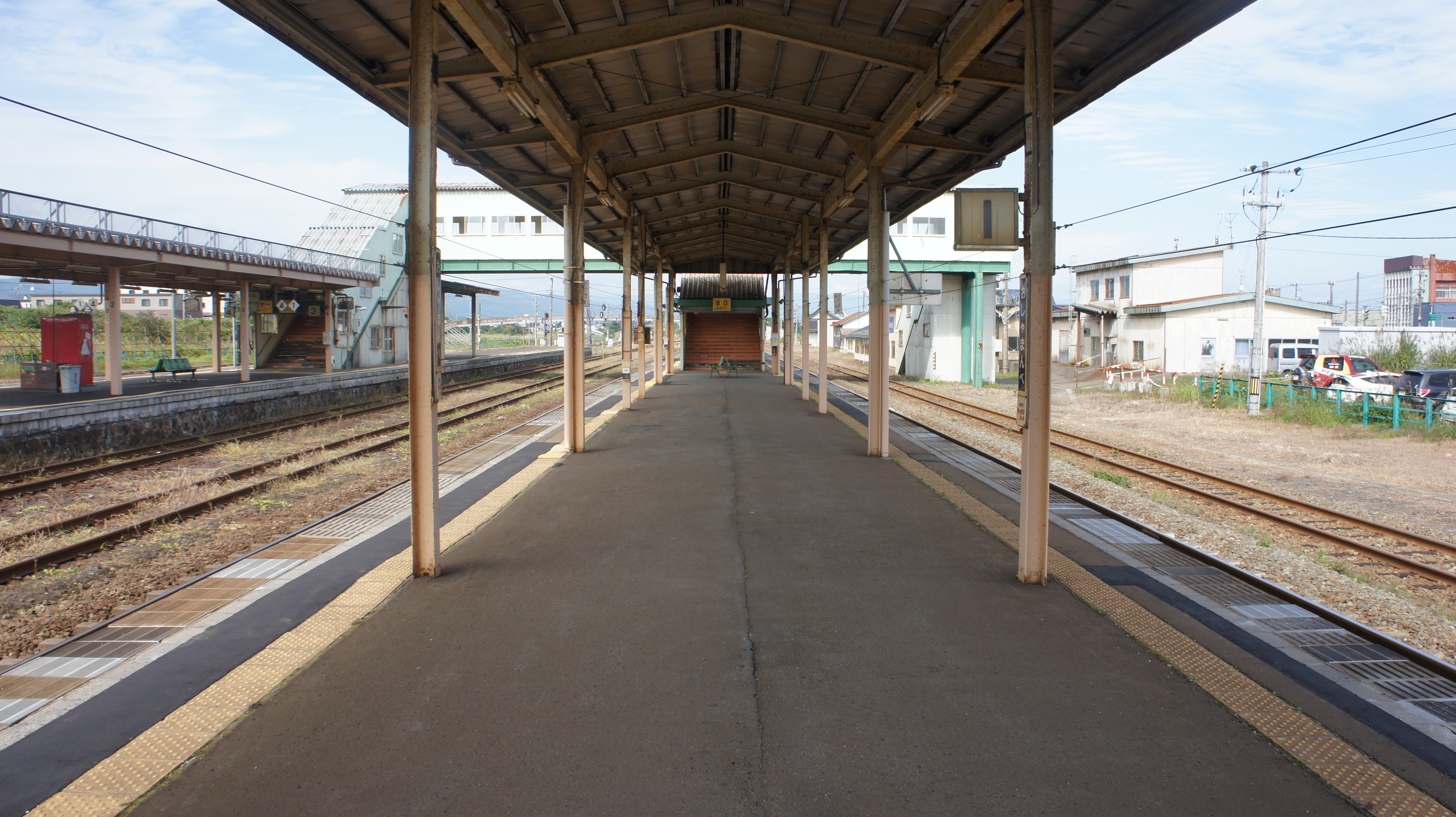
1・2番線ホーム（2017年9月）
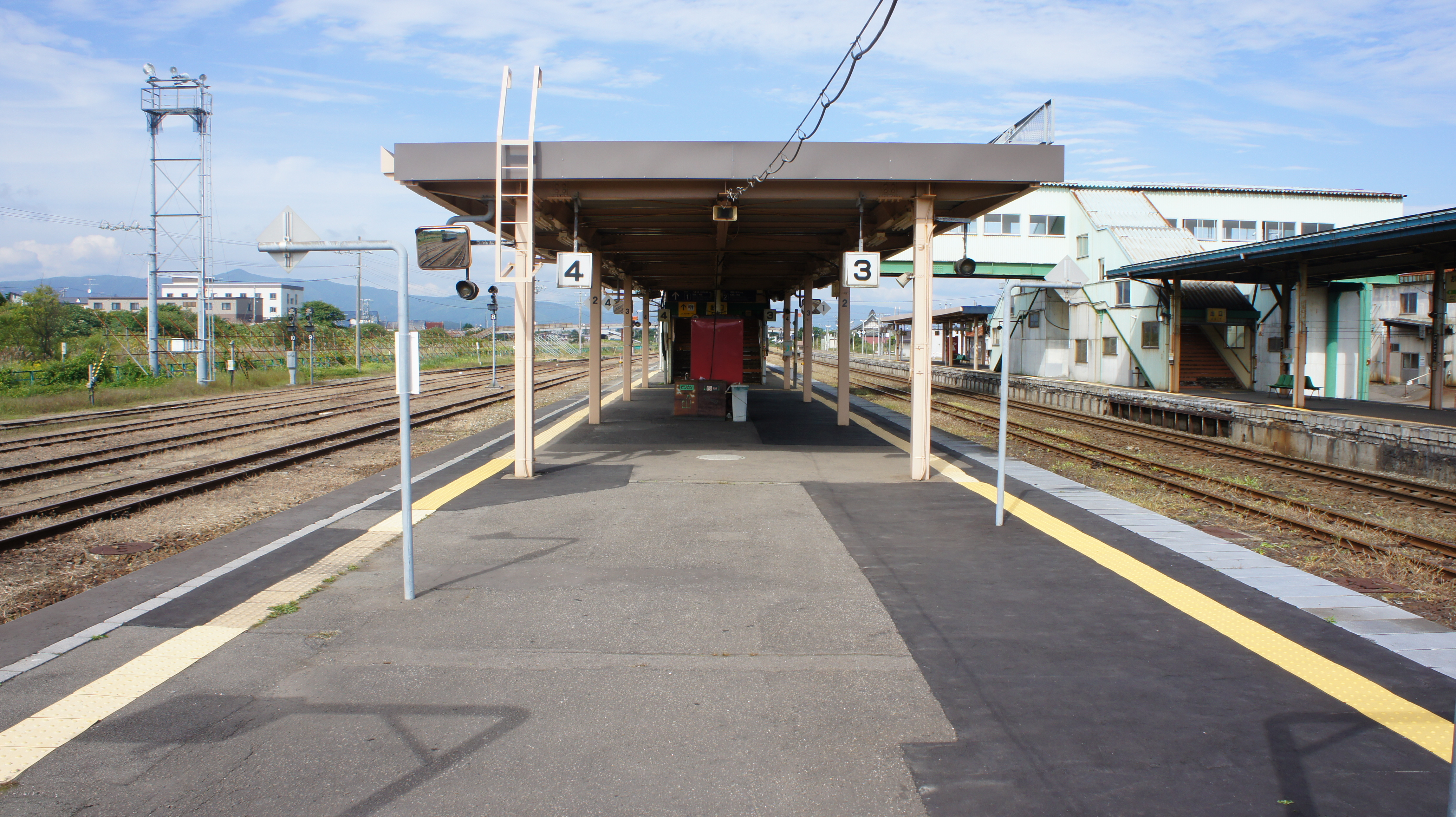
3・4番線ホーム（2017年9月）

### 新幹線
在来線ホームの西側に島式ホーム2面4線で3階の位置に配置される計画である。計画当初は相対式ホームの2面2線、通過線2線の計2面4線の地上駅となっていたが、北海道および長万部町より「駅は街の中心地にあり、街が分断される」などとして高架化を要望したため、2017年6月30日に高架構造への変更が正式決定した。これに関連し、現在の駅舎は取り壊される予定になっている。長万部市街は線路によって街が分断されていたが、新幹線開業時に東西自由通路も建設される。

## 駅弁
主な駅弁は下記の通り。
- かなやのかにめし
1947年 - 1960年の期間、ホームで「ゆで毛蟹（煮蟹）」を販売していたのがきっかけで、1950年（昭和25年）、駅ホームでのかにめしの対面販売が始まった[新聞 4]。1998年（平成10年）からは特急列車の停車時間が1分弱となったことから、客室乗務員が乗客から注文を受け、車内に積み込む形で販売してきた。2019年（平成31年）2月、特急「スーパー北斗」での車内販売が終了に伴い、車内への積み込みが終了した[報道 3]。一部報道では、「かなやのかにめし」は2019年（平成31年）2月28日をもって駅弁としての歴史に幕を下ろしたと報じられている[新聞 4]。なお、現在でも駅前の店舗で弁当の販売は続けられている。

## 利用状況
乗車人員の推移は以下の通り。年間の値のみ判明している年度は日数割で算出した参考値を括弧書きで示す。出典が「乗降人員」となっているものについては1/2とした値を括弧書きで乗車人員の欄に示し、備考欄で元の値を示す。
また、「JR調査」については、当該の年度を最終年とする過去5年間の各調査日における平均である。
| 年度               | 乗車人員（人） | 乗車人員（人） | 乗車人員（人） | 出典   | 備考 |
| 年度               | 年間           | 1日平均        | JR調査         | 出典   | 備考 |
| ------------------ | -------------- | -------------- | -------------- | ------ | ---- |
| 1978年（昭和53年） |                | 805.0          |                | [ 21 ] |      |
| 2017年（平成29年） |                |                | 184.4          | [ 22 ] |      |
| 2018年（平成30年） |                |                | 176.0          | [ 23 ] |      |

北海道新幹線の札幌延伸開業時には洞爺湖・登別市（登別温泉）・室蘭市方面への往来を想定し、1日当たり4,400人の利用を見込む。

## 駅周辺
長万部市街中心部に位置する。
- 長万部保線管理室
- 長万部中央商店街
- 飯生神社（江戸時代に創建。例大祭は8月9日 - 11日。10日に夜みこし行列が盛大に行われる）
- 南部藩ヲシャマンベ陣屋跡（国指定史跡）
- 光明山善導寺（江戸時代に有珠善光寺の末寺として開山）
- 長万部温泉街
- 国道5号・国道37号・国道230号
- 道央自動車道長万部インターチェンジ
- 長万部町役場
- 長万部町消防本部
- 長万部町立病院
- 長万部町商工会
- 多目的活動センター あつまんべ
- 長万部町観光協会
- 長万部町学習文化センター
- 長万部町民センター（瀬棚線など国鉄時代の資料が展示されている）
- B&G財団海洋センター長万部プール
- 長万部町福祉センター
- 長万部振興会館
- 八雲警察署長万部交番
- 長万部郵便局
- 北海道信用金庫 長万部支店（旧長万部信用金庫）
- 北洋銀行 長万部支店
- 新函館農業協同組合（JA新はこだて）長万部支店
- 長万部町立長万部小学校
- 長万部町立長万部中学校
- 北海道長万部高等学校
- 東京理科大学長万部キャンパス
- 長万部温泉ホテル
- 内浦湾
- 函館バス、ニセコバス「長万部駅前」停留所[24][25]

## その他
根室本線富良野駅 - 新得駅間が廃止されたため、2024年4月1日より最長片道切符の経路が竹松駅 → 長万部駅となり、当駅が終点となった。
なお長万部駅が終点となるのは営業キロによる経路であり、運賃計算キロによる場合は稚内駅が起点、新大村駅が終点となる。

## 隣の駅
北海道旅客鉄道（JR北海道）

■■函館本線
普通
国縫駅 (H49) - *中ノ沢駅 (H48) - 長万部駅 (H47) - 二股駅 (S32)
*打消線は廃駅
■室蘭本線
普通
長万部駅 (H47) - *旭浜駅 - 静狩駅 (H46)
*打消線は廃駅

### 開業予定の路線
北海道旅客鉄道（JR北海道）
北海道新幹線（事業中）
新八雲駅（仮称） - 長万部駅 - 倶知安駅

### 報道発表資料
1. ↑  『駅番号表示（駅ナンバリング）を実施します』（PDF）（プレスリリース）北海道旅客鉄道、2007年9月12日。オリジナルの2007年9月30日時点におけるアーカイブ。2014年9月6日閲覧。
2. ↑  『11月以降のダイヤについて』（PDF）（プレスリリース）北海道旅客鉄道、2013年9月20日。2014年7月5日閲覧。
3. 1 2  『客室乗務員による車内サービスの終了について』（PDF）（プレスリリース）北海道旅客鉄道、2019年1月24日。オリジナルの2019年2月28日時点におけるアーカイブ。2019年2月28日閲覧。
4. ↑  『北海道新幹線(新函館北斗・札幌間)工事の計画変更について』（PDF）（プレスリリース）鉄道建設・運輸施設整備支援機構、2017年6月30日。オリジナルの2017年7月1日時点におけるアーカイブ。2017年6月30日閲覧。
5. ↑  『平成18年3月ダイヤ改正について』（PDF）（プレスリリース）北海道旅客鉄道、2005年12月22日。2010年7月23日閲覧。

### 新聞記事
1. ↑  “駅弁かにめしラストラン JR車内販売終了 感謝の見送り”. 北海道新聞. (2019年2月28日).  オリジナルの2019年2月28日時点におけるアーカイブ。 2019年2月28日閲覧。
2. 1 2 3  “新幹線札幌延伸時　乗降客1日4400人　長万部町の計画”. 北海道新聞. (2016年4月7日).  オリジナルの2016年4月11日時点におけるアーカイブ。 2016年4月7日閲覧。
3. ↑  “北海道新幹線:倶知安駅を高架化　計画変更申請へ”. 毎日新聞. (2016年2月4日).  オリジナルの2019年5月16日時点におけるアーカイブ。 2022年5月1日閲覧。
4. 1 2  長万部かにめし　駅弁じゃなくなっても人気　販売強化、札幌に食堂…1年で広がる販路 北海道新聞、2019年2月28日、オリジナルの2019年2月26日時点におけるアーカイブ。2020年4月30日閲覧。